# Lyallia kerguelensis
Il cuscino di Lyallia (Lyallia kerguelensis Hook.f.) è una  pianta a cuscino appartenente alla famiglia delle Montiacee. È l'unica specie del genere Lyallia.

## Etimologia
Il nome del genere è un omaggio al botanico britannico David Lyall, ufficiale di marina che servì come assistente chirurgo sulla nave HMS Terror, nella spedizione antartica, guidata da James Clark Ross 1839-1843. L'epiteto specifico si riferisce alla località dove fu raccolto.
Il binomio scientifico della pianta di questa voce è stato proposto dal botanico inglese Joseph Dalton Hooker (1817–1911) nella pubblicazione "Botany of the Antarctic Voyage. Volume 1. Flora Antarctica" del 1847.

## Descrizione
Lyallia kerguelensis è un'erba perenne che forma "cuscini" tondeggianti compatti, di solito di diametro di 300 – 400 mm, ma a volte fino ad un metro. Il ciclo biologico di questa pianta è relativamente lungo: può vivere fino a sedici anni.

### Foglie
Le foglie sono di piccole dimensioni ed hanno una consistenza coriacea; sono inoltre prive di stipole.

### Infiorescenza
L'infiorescenza si compone di fiori ascellari solitari (o al massimo in gruppi di 2 – 4); sono ermafroditi. I peduncoli sono privi di brattee.
- Sepali: i sepali sono due a disposizione opposta di colore verde; la consistenza è membranosa e alla base sono fusi in una breve guaina.
- Petali: i petali sono 4 molto simili ai sepali; ricoprono l'ovario per quattro quinti.
- Androceo: l'androceo è formato da 3 stami; i filamenti sono fragili. Le antere sono gialle, biloculari e introrse (con i sacchi pollinici rivolti verso il centro del fiore). A maturità, delle tre antere, spesso solamente due sono deiscenti (liberano cioè il polline).
- Gineceo: lo stilo è unico, breve e bifido (termina con due stigmi o due corti e grossi lobi provvisti di piccole papille); l'ovario globoso è formato da due carpelli (bicarpellare).
- Fioritura: da novembre fino a febbraio (maturazione dei frutti). È una pianta protogina: i pistilli maturano prima degli stami.

### Frutto
Il frutto è una capsula indeiscente contenente da 1 a 5 semi neri, lucenti e reniformi. La colorazione è rosso-bruno a consistenza traslucida.

## Biologia
L'impollinazione dovrebbe essere garantita soprattutto dagli insetti in quanto i fiori sono facilmente accessibili ad essi (anche se il periodo di fioritura non è molto lungo). Tuttavia nelle isole Kerguelen gli insetti non sono molti e ricerche sul campo hanno evidenziato che nessun insetto è stato mai osservato su Lyallia. Probabilmente l'impollinazione avviene tramite il vento (impollinazione anemogama).

## Distribuzione ed habitat
La specie è endemica delle isole Kerguelen, dell'Oceano Indiano meridionale. Cresce in piccole popolazioni con una distribuzione molto limitata e irregolare su scarpate detritiche, dalla riva del mare fino a modestissime altitudini (300 m s.l.m.).

## Tassonomia
La flora dell'emisfero meridionale ha delle caratteristiche molto diverse da quella dell'emisfero settentrionale. La disgiunzione geografica ha accentuato la formazione di numerosi taxa monotipo a lungo rimasti isolati.  Spesso mancano gli intermedi morfologici tra questi taxa e i loro progenitori. Se a questo si aggiunge l'incompletezza di reperti fossili diviene chiara la difficoltà di creare delle sicure linee filogenetiche.
Lyallia kerguelensis è l'unica specie  (taxon monotipo) del genere Lyallia Hook.f. della famiglia Montiaceae, che comprende 16 generi con circa 500 specie. In passato questa specie era inserita nelle Hectorellaceae o nelle Portulacaceae. Alcune recenti analisi di tipo molecolare forniscono un sostegno per l'inclusione di Lyallia nella tribù Hectorelleae insieme al genere Hectorella.

### Specie simili
Una pianta simile, con analoga forma di impianto è Hectorella caespitosa che si trova in aree alpine dell'Isola del Sud della Nuova Zelanda. Si distingue in quanto i fiori di Hectorella caespitosa possono essere sia maschili che femminili o ermafroditi; inoltre sia i petali che gli stami sono 5. Da analisi filogenetiche risulta che le due specie sono strettamente imparentate. Probabilmente hanno avuto un antenato comune verso la fine del Cenozoico dopo la frammentazione del Gondwana.